# Ostratu, Ilfov
Ostratu este un sat în comuna Corbeanca din județul Ilfov, Muntenia, România. Se află în partea de vest a județului.